# Ninotchka Matute
Ana Silvia Ninotchka Matute Rodríguez (Ciudad de Guatemala, 1967) es una arquitecta, urbanista y política guatemalteca.

## Biografía
Matute nació en la Ciudad de Guatemala en 1967. Hija del diplomático José Arturo Matute y la escritora Circe Rodríguez. A los siete años de edad, se mudó junto a su familia a Chile. Cursó sus estudios de educación básica y media en el Liceo Experimental Manuel de Salas, luego se graduó como licenciada en arquitectura con especialidad en urbanismo por la Universidad de Chile, durante esta etapa participó en el movimiento estudiantil opositor al mandato de Augusto Pinochet. En 1992 retornó a Guatemala, donde egresó nuevamente como licenciada en arquitectura por la Universidad Rafael Landívar.
En 2008, Matute trabajó como directora ejecutiva de Fundación Crecer, una organización que trabaja en una visión urbana donde se pueda tener un manejo correcto de recursos naturales y fomentar una mejor calidad de vida de la población.
Matute también incursionó como locutora y ha conducido programas de radio relacionados con temas de la mujer y el cuidado del medio ambiente. Tiene un blog en los que comparte contenido de interés urbanístico de la Ciudad de Guatemala.

## Carrera política

### Candidatura municipal
Matute está afiliada al Movimiento Semilla. En febrero de 2023, fue nominada como candidata a concejal segundo de la Municipalidad de Guatemala por la planilla municipal «Foppa x la Ciudad», conformada por una coalición entre Movimiento Semilla, Movimiento Político Winaq y la Unidad Revolucionaria Nacional Guatemalteca. Inicialmente, el precandidato a alcalde de la coalición era Juan Francisco Solórzano Foppa, antiguo superintentente de la Superintendencia de Administración Tributaria, sin embargo, no fue inscrito por el Tribunal Supremo Electoral por problemas legales que le impidieron presentar su documentación completa para ser inscrito.
Pese a la situación de Foppa, la planilla sí fue inscrita y aunque la candidatura a alcalde quedó vacante; existe corrimiento de casillas, por lo que la candidatura a alcalde debería haber pasado a Verónica Molina Lee, la precandidata a concejal primero, quien renunció a su nominación en abril de 2023. La coalición «Foppa X la Ciudad» anunció que Matute sería la nueva candidata extraoficial a alcaldesa, y al mismo tiempo correría como candidata a concejal segundo.
La campaña de Matute duró alrededor de dos meses y no figuraba en las encuestas de opinión. De forma sorpresiva, Matute comenzó liderando los resultados preliminares a la alcaldía, pero finalmente quedó en tercer lugar, pese al resultado, fue electa como concejal de la Municipalidad de Guatemala. Obtuvo casi el 18% de los votos válidos, solo fue superada por el alcalde en funciones Ricardo Quiñónez Lemus que obtuvo el 24.6% y el exconcejal Roberto González que logró el 24.4%. Se convirtió en la candidata a alcaldesa más votada en la historia de la Ciudad de Guatemala y del país.